# Ciudad Bolivia
Ciudad Bolivia o conocida informalmente como Pedraza, es la capital del municipio Pedraza del estado Barinas, Venezuela. Es la cuarta ciudad más poblada del estado Barinas, tras Socopó y Barinitas. Está ubicada al oeste del estado y al centro del municipio, con una población de unos 50.000 habitantes aproximadamente.
También conocida como la capital de los ríos de Venezuela.
Ciudad Bolivia se caracteriza por estar rodeada de los caudalosos ríos como el: Canaguá, La Acequia, los cuales sirven para el disfrutes de propios y turistas. Cuenta con importantes arterias viales y actualmente ha tenido un importante crecimiento poblacional, económico e industrial.
- Datos: Q2974855
- Multimedia: Ciudad Bolivia / Q2974855